# Bombilla
En bombilla er en art sugerør, der bruges til at drikke mate i visse latinamerikanske lande. 
Bombilliaen, der ofte er fremstillet af sølv, men billigere materialer forekommer også, er et sugerør hvis nedre ende er dækket af en art si, en udbulning med små huller. Det bruges til den latinamerikanske drik mate, der, ofte under en social ceremoni, traditionelt drikkes fra et udhulet og tørret græskar, hvis kant kan være dekoreret med en sølvplade. Sien forhindrer bladene, der bliver liggende i græskarret, når drikken er tilberedt, i at blive suget op i munden. 
| Mad og drikke | Spire Denne artikel om mad og drikke er en spire som bør udbygges. Du er velkommen til at hjælpe Wikipedia ved at udvide den. |